# Naobranchia scorpaenae
Naobranchia scorpaenae är en kräftdjursart som beskrevs av Masahiro Dojiri 1981. Naobranchia scorpaenae ingår i släktet Naobranchia och familjen Naobranchiidae. Inga underarter finns listade i Catalogue of Life.